# Hans Müller-Einigen
Hans Müller-Einigen, noto anche con il nome di Hans Müller, (Brno, 25 ottobre 1882 – Lago di Thun, 8 marzo 1950), è stato uno scrittore, commediografo e librettista austriaco.
Suo fratello minore era lo scrittore Ernst Lothar.

## Biografia
Hans Müller-Einigen, figlio di Johanna Wohlmuth e dell'avvocato Josef Müller, nacque a Brünn (l'attuale Brno) nel 1882, quando la città morava faceva ancora parte dell'Impero austro-ungarico. Maggiore di tre fratelli, studiò legge all'università di Vienna dove si laureò nel 1907. A Grenoble e a Lipsia frequentò corsi universitari di filosofia e storia della musica. Per studio viaggiò in Europa e negli Stati Uniti.
I suoi lavori teatrali nel primo ventennio del Novecento furono i più rappresentati al Burgtheater di Vienna. La commedia satirica Hargudl am Bach, che venne rappresentata nel 1909, fu oggetto di uno dei più grandi scandali del teatro viennese. Die Flamme, del 1920, - che Lubitsch avrebbe portato sullo schermo nel 1923 -  viene ricordato come il più grande successo di Müller.

## Filmografia
- Die Flamme, regia di Ernst Lubitsch - dal lavoro teatrale Die Flamme (1923)
- Die Tochter der Frau von Larsac, regia di Jacob Fleck e Luise Fleck - novella (1924)
- Ein Walzertraum, regia di Ludwig Berger - romanzo Nux der Prinzgemahl  (1925)
- Schwester Veronica, regia di Gerhard Lamprecht - lavoro teatrale (1927)
- Das brennende Herz, regia di Ludwig Berger - sceneggiatore (1929)
- Walzer d'amore (Liebeswalzer), regia di Wilhelm Thiele - sceneggiatore (1930)
- The Love Waltz, regia di Carl Winston - storia (1930)
- Montecarlo, regia di Ernst Lubitsch (1930)
- L'ala della fortuna (Liebling der Götter), regia di Hanns Schwarz - dal lavoro teatrale Die Tokaier (1930)
- Istruttoria (Voruntersuchung), regia di Robert Siodmak (1931)
- L'allegro tenente (The Smiling Lieutenant), regia di Ernst Lubitsch - romanzo Nux der Prinzgemahl  (1931)
- Bomben auf Monte Carlo, regia di Hanns Schwarz - storia (1931)
- Guerra di valzer (Walzerkrieg), regia di Ludwig Berger - storia  (1933)